# Sotnia
Sotnia (ros. сотня – setka, secina) – pododdział wojska; nazwa pochodząca od liczebności (100 żołnierzy).
1. Konny oddział kozaków.
2. Konny oddział w Wielkim Księstwie Litewskim w XVI wieku[1].
3. Administracyjno-wojskowa jednostka Hetmanatu.
4. Odpowiednik szwadronu w wojskach carskiej Rosji.
5. Podstawowa jednostka organizacyjna UPA w okresie walk partyzanckich (1942–1956), będąca odpowiednikiem kompanii.